# ウェルカム・トゥ・ザバダック
『ウェルカム・トゥ・ザバダック』（Welcome to Zabadak）は、1987年11月5日に発売されたZABADAKのサード・アルバム。

## 解説
結成初期のメンバーだった松田克志が脱退し、吉良知彦・上野洋子のデュオとなった1作目にして、初のフルアルバムである。またデビュー時から在籍した東芝EMIからの最後のアルバムとなった。
CMタイアップ曲が多数収録されている。CD（規格品番：CT32-5024）、LPレコード（規格品番：RT28-5024）、カセットテープの3種類が発売され、「明日からの風」はCDのみの収録である。いずれも廃盤となっているが、iTunes StoreやAmazon.co.jpなどによる音楽配信によって購入が可能である。

## 収録曲（LP・CT）

### A面
| 全編曲: ZABADAK。 |                                                |                  |           |       |
| #                 | タイトル                                       | 作詞             | 作曲      | 時間  |
| 1.                | 「ブランシェ／BLANCHE」                        | 麻生圭子         | 吉良知彦  | 4:29  |
| 2.                | 「ラ・フェット／LA FATE」                      | 吉良知彦         | 吉良知彦  | 6:20  |
| 3.                | 「シェラフィータ／SERAPHITA」                  | 北沢杏里・一色線 | 上野洋子  | 4:53  |
| 4.                | 「美・チャンス -妖しい輪舞-／LA RONDE」        | 麻生圭子         | 吉良知彦  | 4:21  |
| 5.                | 「アンリーズナブル・エッグ／UNREASONABLE EGG」 | 吉良知彦         | 吉良知彦  | 4:29  |
| 合計時間:         | 合計時間:                                      | 合計時間:        | 合計時間: | 24:32 |

### B面
| 全編曲: ZABADAK。 |                                      |                           |                           |       |
| #                 | タイトル                             | 作詞                      | 作曲                      | 時間  |
| 1.                | 「月／LUNA」                         | 上野洋子・小峰公子・Darie | 上野洋子・小峰公子・Darie | 0:49  |
| 2.                | 「蝶／ZEPHILUS」                     | 一色線・小峰公子          | 吉良知彦                  | 2:05  |
| 3.                | 「水のルネス／WATER GARDEN」         | 小峰公子                  | 吉良知彦                  | 5:02  |
| 4.                | 「街角／AVENUE」                     |                           | 上野洋子                  | 0:57  |
| 5.                | 「イージー・ゴーイング／EASY GOING」 | 吉良知彦                  | 吉良知彦                  | 5:36  |
| 6.                | 「朝／IN THE EARLY MORNING」         | 田代KOKO                  | 吉良知彦・上野洋子        | 3:07  |
| 合計時間:         | 合計時間:                            | 合計時間:                 | 合計時間:                 | 17:36 |

## 収録曲（CD）
| 全編曲: ZABADAK。 |                                                |                           |                           |       |
| #                 | タイトル                                       | 作詞                      | 作曲                      | 時間  |
| 1.                | 「ブランシェ／BLANCHE」                        | 麻生圭子                  | 吉良知彦                  | 4:29  |
| 2.                | 「ラ・フェット／LA FATE」                      | 吉良知彦                  | 吉良知彦                  | 6:20  |
| 3.                | 「シェラフィータ／SERAPHITA」                  | 北沢杏里・一色線          | 上野洋子                  | 4:53  |
| 4.                | 「美・チャンス -妖しい輪舞-／LA RONDE」        | 麻生圭子                  | 吉良知彦                  | 4:21  |
| 5.                | 「アンリーズナブル・エッグ／UNREASONABLE EGG」 | 吉良知彦                  | 吉良知彦                  | 4:29  |
| 6.                | 「月／LUNA」                                   | 上野洋子・小峰公子・Darie | 上野洋子・小峰公子・Darie | 0:49  |
| 7.                | 「蝶／ZEPHILUS」                               | 一色線・小峰公子          | 吉良知彦                  | 2:05  |
| 8.                | 「水のルネス／WATER GARDEN」                   | 小峰公子                  | 吉良知彦                  | 5:02  |
| 9.                | 「街角／AVENUE」                               |                           | 上野洋子                  | 0:57  |
| 10.               | 「イージー・ゴーイング／EASY GOING」           | 吉良知彦                  | 吉良知彦                  | 5:36  |
| 11.               | 「朝／IN THE EARLY MORNING」                   | 田代KOKO                  | 吉良知彦・上野洋子        | 3:07  |
| 12.               | 「明日からの風／FAIRLY DREAMS」                | 小峰公子                  | 吉良知彦                  | 3:59  |
| 合計時間:         | 合計時間:                                      | 合計時間:                 | 合計時間:                 | 46:07 |

## タイアップ
| 曲名                      | タイアップ                            |
| ------------------------- | ------------------------------------- |
| ブランシェ                | 大塚家具CMソング                      |
| 美・チャンス -妖しい輪舞- | メナード化粧品CMソング                |
| 蝶                        | タケダ漢方便秘薬CMソング              |
| 水のルネス                | アクアリゾート ルネスかなざわCMソング |
| 街角                      | 大塚家具CMソング                      |